# Ingemar Bergmar
Per Ingemar Bergmar, född 10 december 1923 i Bjälbo församling, Östergötlands län, död 13 augusti 2001 i Klinte församling, Gotlands län var en svensk arkitekt.
Bergmar, som var son till godsägare Magnus Peterson och Ella Bengtsson, avlade studentexamen 1943, utexaminerades från Kungliga Tekniska högskolan 1954 och studerade vid Kungliga Konsthögskolan 1956–1958. Han var anställd på olika arkitektkontor, blev arkitekt vid Byggnadsstyrelsen 1957, intendent där 1958 och var biträdande länsarkitekt i Gotlands län 1958–1960 och länsarkitekt där 1961–1973.